# أسد كندي
أسد كندي هي قرية في مقاطعة بارس أباد، إيران. عدد سكان هذه القرية هو 308 في سنة 2006.